# Похід «Україна-Дон-Кубань»
Похід «Україна-Дон-Кубань» — похід 1992 року представників сучасного Українського козацтва для відзначення 200-річчя переселення козаків Чорноморського війська козацького на Кубань. Рішення про проведення походу ухвалила Генеральна старшина українського козацтва в серпні 1992 року. Крім того, ідею Походу підтримали Народний Рух України та Товариство української мови імені Тараса Шевченка.
Керівники походу:
- Євген Петренко, генеральний отаман українського козацтва,
- похідний отаман Українського козацтва, донеччанин Олексій Невольниченко.

## Перебіг походу

Фоторепортаж кінного походу «Україна-Дон-Кубань», серпень 1992 р. Зліва угорі — пам'ятник Запорозькому Козаку в станиці Таманській.

Розпочався похід у Києві. Учасниками походу були, крім киян, козаки з Черкас, Білої Церкви, Дніпропетровська, Донецька, Запоріжжя, Макіївки.
Збір південної групи представників різних українських козацьких організацій відбувався у с. Тягинка, що на Херсонщині. Козаки Кальміуської паланки йшли маршрутом: «Донецьк-Новоазовськ-ст. Старомінська». У станиці Старомінська загін з Тягинки і Кальміуський зустрілися.
Всі українські козацькі групи остаточно об'єдналися у станиці Канеловській на лівому березі річки Єї. Після об'єднання загін включав близько двох десятків вершників, обоз з трьох вантажівок, бензовоз, автобус, польову кухню. За день перехід на конях становив по 40-80 км.
Похід йшов через станиці Старомінську, Новомінську, Канівську, Павлівську, Тимашевську, Стебліївську, Варениківську, Старотитарівську та ін. до Тамані.
21 серпня загін представників українського козацтва досяг м.Тамань.
Тут зібралося майже 3 тис. козаків з Дону, Північного Кавказу, Уралу, Кубані.
Тут 22 серпня о 6 ранку молебнем у православній церкві м. Тамані відкрилося святкування 200-річного ювілею Кубанського козацтва. Представники походу «Україна-Дон-Кубань» узяли в ньому участь, а також у ході містом у козацькій колоні, мітингу біля пам'ятника запорозькому козаку, який поставлено ще в 1911 р. Євген Петренко, генеральний отаман українського козацтва, виголосив вітальне слово від Українського козацтва.
Зворотний шлях походу — через Керченську протоку до Криму, а закінчився похід знову на Херсонщині.